# Byringelägret
Byringelägret var ett svenskt interneringsläger i Byringe i Länna socken som låg söder om Byringe järnvägsstation. Lägret var i bruk från den 22 september 1941 till den 10 oktober 1944. I lägret satt 164 sovjetiska militärer internerade efter de hade flytt undan tyskarna över Östersjön från Dagö och Ösel i Estland. 130 av fångarna återvände till Sovjetunionen och 34 stannade kvar i Sverige.